# Roma, Napoli, Venezia... in un crescendo rossiniano
Roma, Napoli, Venezia... in un crescendo rossiniano è un docufilm, diretto da Lina Wertmüller, mandato in onda il 18 novembre 2018 al TG1.

## Trama
Il film documenta ed elogia le migliori opere del compositore marchigiano Gioachino Rossini il quale, presentandosi come cocchiere, si dirige per le strade contemporanee di Roma, Napoli e Venezia narrando dei suoi piaceri, dei suoi amori e dei suoi capolavori, tra i quali Il barbiere di Siviglia.

## Produzione
ll film è stato realizzato verso l'estate del 2014.